# Cotyledon
Котиледон (Cotyledon) — рід сукулентних рослин з родини Crassulaceae. В основному з Південної Африки, вони також трапляються в більш сухих районах Африки аж на північ до Аравійського півострова.
Представники роду — чагарники, як правило, соковиті, з м'ясистими дерев'яними, ламкими стеблами і соковитим листям із червоним або білим нальотом.
До 1960-х років було близько 150 видів, що описувалися як представники роду Cotyledon. Однак потім він був розділений принаймні на Adromischus, Дудлея, Rosularia та Tylecodon, залишивши, мабуть, менше двох десятків видів у Cotyledon. З них близько чотирьох є характерними рослинами фінбош.

## Види
- Cotyledon adscendens
- Cotyledon barbeyi
- Cotyledon campanulata
- Cotyledon cuneata
- Cotyledon chrysantha
- Cotyledon elisae
- Cotyledon galpinii
- Cotyledon orbiculata
- Cotyledon papilaris
- Cotyledon tomentosa
- Cotyledon tomentosa
- Cotyledon undulata
- Cotyledon velutina
- Cotyledon woodii